# Corent
Corent là một xã ở tỉnh Puy-de-Dôme trong vùng Auvergne-Rhône-Alpes miền trung nước Pháp. Xã này nằm ở khu vực có độ cao trung bình 500 mét trên mực nước biển.
Thị trấn này có cự ly khoảng 2 dặm Anh về phía bắc Les Martres-de-Veyre bên núi lửa cũ Puy de Corent.